# ニコラ1世 (モンテネグロ王)
ニコラ1世（セルビア語: Никола I、ニコラ・ミルコフ・ペトロヴィッチ＝ニェゴシュ、セルビア語: Никола Мирков Петровић-Његош、1841年10月7日 - 1921年3月1日）は、モンテネグロ公（在位：1860年8月13日 - 1910年8月28日）、後にモンテネグロ国王（在位：1910年8月28日 - 1918年11月26日）。また、詩人でもあり、モンテネグロの国民歌「Onamo, 'namo」を書いたことでも知られる。

## 生涯
伯父のモンテネグロ公ダニーロ1世が嗣子なく没したため、公位を継承した。
ニコラ1世はオスマン帝国に対する独立闘争を指導したが、これらのバルカン問題を背景に露土戦争が起こり、その講和条約としてサン・ステファノ条約が1878年に結ばれた。ベルリン会議を経てこれに修正を加えたベルリン条約が同年に結ばれたことで、モンテネグロのオスマン帝国からの独立が国際的に承認された。
その後、1905年の憲法改正によって、ニコラ1世は1910年にモンテネグロ公からモンテネグロ国王に昇格した。
1912年にはギリシャ、セルビア、ブルガリアとともにバルカン同盟を結成してオスマン帝国と対立し、第一次バルカン戦争を起こしてオスマン帝国に勝利した。次いで第一次バルカン戦争の講和条約であるロンドン条約に不満を持つブルガリアが1913年に第二次バルカン戦争を起こすと、これに反撃したギリシャとセルビアに続き、ブルガリアに勝利した。
第一次世界大戦では連合国として参戦したが、対する中央同盟国のオーストリア＝ハンガリーにモンテネグロは占領され、ニコラ1世はフランスへ亡命した。その後モンテネグロはセルビアに占領され、1918年にセルブ・クロアート・スロヴェーン王国に吸収されて消滅したが、その後もニコラ1世はモンテネグロ王位を主張し続けた。
ニコラ1世夫妻の遺体は、1989年に祖国モンテネグロへ移葬された。

## 家族
1860年に領主の娘ミレナ・ヴコティッチと結婚し、3男9女を儲けた。王女たちはイタリア、ロシア、ドイツ、セルビアの王家などに嫁いだため、「ヨーロッパの義父」と呼ばれた。
- リュビツァ（1864年 - 1890年） - セルビア国王ペータル1世妃
- ミリツァ（1866年 - 1951年） - ロシア大公ピョートル・ニコラエヴィチ妃
- スタナ（1868年 - 1935年） -  ロイヒテンベルク公爵ゲオルギー夫人、後にロシア大公ニコライ・ニコラエヴィチ妃
- マリツァ（1869年 - 1885年）
- ダニーロ（1871年 - 1939年） - モンテネグロ王太子、メクレンブルク＝シュトレーリッツ大公女ユッタと結婚
- イェレナ（1873年 - 1952年） - イタリア国王ヴィットーリオ・エマヌエーレ3世妃
- アナ（1874年 - 1971年） - バッテンベルク公子フランツ・ヨーゼフ夫人
- ソフィヤ（1876年）
- ミルコ（1879年 - 1918年） - グラホヴォ＝ゼタ大公
- クセニヤ（1881年 - 1960年）
- ヴィエラ（1887年 - 1927年）
- ペータル（1889年 - 1932年） - ザフムリエ大公

## 勲章
- 大勲位菊花大綬章[1]